# フォード・フィールド
フォード・フィールド（Ford Field）は、アメリカ合衆国のミシガン州デトロイトにあるスタジアム。NFLデトロイト・ライオンズのホームスタジアムである。
前本拠地ポンティアック・シルバードームがデトロイト中心部から30マイル（約48キロ）北の郊外に位置していたため、より多くの観客動員が見込めるダウンタウンに新球場を建設し移転した。ネーミングライツは20年4000万ドルでフォードが取得した。
2023年からは、XFLのちにUFLのミシガン・パンサーズも本拠地とする。
MLBのデトロイト・タイガースの本拠地コメリカ・パークが隣接している。

## 歴史
2002年9月22日、グリーンベイ・パッカーズ戦で開場。
2003年12月13日、全米大学体育協会男子バスケットボールのケンタッキー大学対ミシガン州立大学戦で、バスケットボール史上最多の78,129人を動員した。
2006年2月5日、第40回スーパーボウル開催（ピッツバーグ・スティーラーズ 21 - 10 シアトル・シーホークス）。
2007年4月1日、WWEレッスルマニア23開催。80,103人を動員し、最多動員記録を塗り替えた。
2010年11月14日、ミネソタ・バイキングスのホームスタジアムであるメトロドームが破損、11月13日に行われる予定だった対ニューヨーク・ジャイアンツ戦が開催不能となったため、当会場で代替開催された。
2014年11月24日、バッファロー・ビルズのホームスタジアムであるラルフ・ウィルソン・スタジアムが大雪のため、11月23日に行われる予定だった対ニューヨーク・ジェッツ戦が開催不能になり、当会場で代替開催された。
2023年はUSFLのミシガン・パンサーズおよびフィラデルフィア・スターズがホームの試合を行う。
2023年8月5日　WWEは真夏の祭典「サマースラム」を開催し、59,194人を動員。日本人レスラーのイヨ・スカイがキャッシュインWWE女子王座奪取に成功した。